# 風船クラブ
風船クラブ（ふうせんクラブ）は、日本の漫画家。1990年代から活動し、主に成人向け漫画を執筆している。
初期は巨乳系漫画を描いていたが、これは当時の巨乳ブームに合わせた掲載雑誌の編集方針で、ロリータ漫画を中心に執筆する方向にシフトした際、「これこそが本来自分がやりたかった分野だ」と単行本『THE BEST of 風船クラブ』のインタビューで語っていた。
現在は主に熟女調教モノの作品を発表している。陵辱系調教をベースに、母子近親相姦、アナルセックス、痴女輪姦、ふたなり、ショタコンと、マニアックなネタをハードに描いている。
2000年頃にパソコンゲームの原画作成へ専念するため、一時期漫画執筆から離れていたが、2003年に漫画の執筆を再開した。
2018年7月、男の子、男の娘、ふたなりの同人専門レーベル「黒式!」を起ち上げ。

## 作品リスト

### 漫画単行本
- 隣のぷりん少女　（1993年7月31日発行、東京三世社）
  - 風船クラブclassics　（1996年9月発行、東京三世社） 『隣のぷりん少女』増補改訂版
  - 風船クラブclassics　（1998年2月発行、東京三世社） 再版
- ふるん!　（1994年5月31日発行、東京三世社）
  - ふるん!　（1997年7月、東京三世社） 再版
- すぴ－ど&はーど　（1994年12月31日発行、東京三世社）
  - すぴーど&ハードSin　（2001年12月発行、東京三世社） 『すぴーど&ハード』改訂版
- 風船クラブの世界　（1995年6月30日発行、東京三世社）
- 風船ファウスト　（1995年12月25日発行、二見書房）
- みるふぃー　（1996年2月29日発行、東京三世社）
  - みるふぃー　（1997年9月、東京三世社） 再版
- ないしょの絵本　（1996年11月25日発行、二見書房）
  - やばっ!　（1999年6月発行、二見書房） 『ないしょの絵本』縮刷新装版
- こわれるぅ! 〜幼精悶絶〜　（1997年4月25日発行、桜桃書房）
  - こわれるぅ!　（2008年12月12日、ティーアイネット） 『こわれるぅ! 〜幼精悶絶〜』出版社変更新装版
- 鬼畜の書　（1997年9月20日発行、平和出版）
- ま・る・み・え　（1998年2月25日発行、二見書房）
- 陵辱王　（1998年4月20日発行、平和出版）
- 絶頂王　（1999年1月5日発行、桜桃書房）
  - 絶頂王 〜ORGASM KING　（2003年9月1日発行、ジェーシー出版） 『絶頂王』出版社変更新装版
- 堕落　（1999年11月25日発行、平和出版）
  - 堕落　（2006年4月30日発行、東京三世社） 新装版
- Z　（2000年1月31日発行、東京三世社）
  - Z　（2004年8月、東京三世社） 再版
  - Z 改訂版　（2008年12月27日、東京三世社） 『Z』増補改訂版
- リビドーY　（2000年5月25日発行、平和出版）
- 淫調教マイカ　（2001年1月9日発行、ティーアイネット）
- けらくの書　（2001年4月20日発行、平和出版）
  - けらくの書　（2007年2月発行、ジェーシー出版） 出版社変更新装版
- 発情X　（2002年1月7日発行、ティーアイネット）
- 犯されて…失神　（2004年6月14日発行、ティーアイネット）
- 姦獄 INFERNO　（2004年9月30日発行、東京三世社）
  - 姦獄ZERO　（2012年6月1日発行、海王社） 『姦獄 INFERNO』を出版社変更し改題。後日談が1話追加されている。
- オルガマニア　（2005年4月4日発行、ティーアイネット）
- 淫舞 〜ボクはママのペット〜　（2005年9月30日発行、東京三世社） 
  - 僕はママのペット淫舞REVIVE　（2013年1月10日発行、海王社）  『淫舞 〜ボクはママのペット〜』を出版社変更し改題。1話追加されている。
- 悶絶と痙攣　（2006年1月2日発行、ティーアイネット）
- フタガミ 〜ふたなり女教師絶頂秘録〜　（2006年10月31日発行、東京三世社）
- M 母娘調教日記　（2007年1月22日発行、クロエ出版）
- 恥母宮　（2007年7月14日発行、ティーアイネット）
- 絶叫熟　（2008年1月22日発行、クロエ出版）
- 母子の虜　（2008年6月2日発行、ティーアイネット）
- 母まみれ　（2008年10月17日発行、クロエ出版）
- 熟母曼堕羅　（2009年5月14日発行、ティーアイネット）
- 淫華 犯されママと拡張女教師　（2009年10月16日発行、クロエ出版）
- 姦の嵐 肉妻陵辱地獄変　（2010年7月16日発行、クロエ出版）
- 熟熟　（2011年1月21日発行、クロエ出版）
- 母姦獄　（2011年6月4日発行、海王社）
- 母姦獄卍　（2012年3月20日発行、海王社）
- 勃起する母、濡れる息子　（2012年5月16日発行、クロエ出版）
- 母姦獄-惨　（2013年5月8日発行、海王社）
- ああっ…中出し専用肉便器にされて　（2013年10月5日発行、海王社）
- 母姦獄∞　（2014年3月5日発行、海王社）
- 母子のすすめ　（2014年10月4日発売、海王社）
- 輪姦妻 淫花の雫　（2015年3月27日発売、三和出版）
- ママたちの汗だく相姦日記～母子のすすめ『悶』　（2015年9月5日発売、海王社）
- 息子と私の初交尾…見てください～母子のすすめ「姦」　（2016年7月5日発売、海王社）
- みだら神 聖なる熟女がメスブタ以下の何かに堕ちるまで　（2017年8月31日発売、三和出版）
- 発情フタナリと淫乱なボク　（2017年11月30日発売、三和出版）

### 漫画選集
- THE BEST of 風船クラブ 上　（2002年4月10日発行、平和出版） 再録本
- THE BEST of 風船クラブ 下　（2002年4月10日発行、平和出版） 再録本（未発表作品収録）
- エロメタ　（2005年1月発行、東京三世社） 初期作品再録本

### 18禁ゲーム
- けらくの王〜快楽の王〜（原画・シナリオ担当）
  - 2001年06月22日発売：CD-ROM版
  - 2002年12月19日発売：DVDPG版
  - 2006年02月08日発売：ダウンロード版

- 闇調教SIN（原画担当）
  - 2002年06月28日発売：CD-ROM版
  - 2006年02月08日発売：ダウンロード版

- 新けらくの王（原画担当）
  - 2004年03月26日発売：CD-ROM版
  - 2004年03月26日発売：DVD-ROM版
  - 2004年09月30日発売：DVDPG版
  - 2006年02月08日発売：ダウンロード版

### 実写化
- 勃起する母、濡れる息子（2013年5月7日発売） 出演：村上涼子、当真ゆき、七瀬ゆい